# فهرست رئیسان دانشگاه شهید بهشتی
فهرست رئیسان دانشگاه شهید بهشتی فهرستی از افرادی است که از زمان تأسیس دانشگاه شهید بهشتی (سال ۱۳۳۸) تا کنون ریاست این دانشگاه را بر عهده داشته‌اند.
علی شیخ‌الاسلام این دانشگاه را در سال ۱۳۳۸ با نام دانشگاه ملی ایران و به‌دستور محمدرضا پهلوی تأسیس کرد. این دانشگاه از سال ۱۳۶۲ به نام دانشگاه شهید بهشتی شناخته می‌شود.

## فهرست
| فهرست رئیسان دانشگاه شهید بهشتی |                      |              |              |                     |              |                             |                |               |               |       |
| ردیف                            | رئیس دانشگاه         | رئیس دانشگاه | رئیس دانشگاه | رئیس دانشگاه        | رئیس دانشگاه | رئیس دانشگاه                | آغاز دوره      | پایان دوره    | مدت دوره      | منبع  |
| ردیف                            | نام                  | تصویر        | تحصیلات      | تحصیلات             | تحصیلات      | تحصیلات                     | آغاز دوره      | پایان دوره    | مدت دوره      | منبع  |
| ردیف                            | نام                  | تصویر        | مقطع         | رشته                | سال اخذ مدرک | دانشگاه محل تحصیل           | آغاز دوره      | پایان دوره    | مدت دوره      | منبع  |
| ۱                               | علی شیخ‌الاسلام       |              |              |                     |              |                             | ۱۳۳۸           | ۱۳۴۴          | ۶ سال         |       |
| ۲                               | عبدالعلی جهانشاهی    |              |              |                     |              |                             | ۱۳۴۴           | ۱۳۴۵          | ۱ سال         |       |
| ۳                               | علی‌اکبر بینا         |              |              |                     |              |                             | ۱۳۴۵           | ۱۳۴۶          | ۱ سال         |       |
| ۴                               | محمدعلی مجتهدی       |              |              |                     |              |                             | ۱۳۴۶           | ۱۳۴۷          | ۱ سال         |       |
| ۵                               | انوشیروان پویان      |              |              |                     |              |                             | ۱۳۴۷           | ۱۳۵۲          | ۵ سال         |       |
| ۶                               | احمد هوشنگ شریفی     |              |              |                     |              |                             | ۱۳۵۲           | ۱۳۵۳          | ۱ سال         |       |
| ۷                               | عباس صفویان          |              |              |                     |              |                             | ۱۳۵۳           | ۱۳۵۶          | ۳ سال         |       |
| ۸                               | احمد قریشی           |              |              |                     |              |                             | ۱۳۵۶           | ۱۳۵۷          | ۱ سال         |       |
| ۹                               | عبدالعلی جهانشاهی    |              |              |                     |              |                             | مهر ۱۳۵۷       | بهمن ۱۳۵۷     | ۵ ماه         |       |
| ۱۰                              | عبدالصمد تقی‌زاده     |              |              |                     |              |                             | ۱۳۵۷           | ۱۳۵۹          | ۲ سال         |       |
| ۱۱                              | احمد اصغریان جدی     |              |              |                     |              |                             | ۱۳۵۹           | ۱۳۶۰          | ۱ سال         |       |
| ۱۲                              | محمدحسن احمدی        |              |              |                     |              |                             | ۱۳۶۰           | ۱۳۶۱          | ۱ سال         |       |
| ۱۳                              | احمد فرمد            |              |              |                     |              |                             | ۱۳۶۱           | ۱۳۶۳          | ۲ سال         |       |
| ۱۴                              | هادی ندیمی           |              | دکتری        | معماری              |              | دانشگاه ایتالیا             | ۱۳۶۳           | ۱۳۸۴          | ۲۱ سال        | [ ۳ ] |
| ۱۵                              | حمید لطیفی           |              | دکتری        | فیزیک               | ۱۳۶۸         | دانشگاه لیزر آمریکا         | ۱۳۸۴           | ۱۳۸۶          | ۲ سال         | [ ۴ ] |
| ۱۶                              | احمد شعبانی          |              | دکتری        | شیمی آلی            | ۱۳۷۳         | دانشگاه تربیت مدرس          | ۱۳۸۶           | ۱۳۹۱          | ۵ سال         | [ ۵ ] |
| ۱۷                              | محمدمهدی طهرانچی     |              | دکتری        | فیزیک نظری          | ۱۳۷۶         | دانشگاه فیزیک تکنولوژی مسکو | ۱۳۹۱           | ۱۳۹۵          | ۴ سال         | [ ۶ ] |
| ۱۸                              | سید حسن صدوق         |              | دکتری        | ژئومورفولوژی        |              | دانشگاه پاریس ۷             | ۱۳۹۵           | ۱۳۹۸          | ۳ سال         | [ ۷ ] |
| ۱۹                              | سعدالله نصیری قیداری |              | دکتری        | فیزیک               | ۱۳۷۱         | دانشگاه شیراز               | ۱۱ شهریور ۱۳۹۸ | ۲۵ آبان ۱۴۰۱  | ۳ سال         | [ ۸ ] |
| ۲۰                              | سید محمودرضا آقامیری |              | دکتری        | مهندسی انرژی هسته‌ای |              |                             | ۲۵ آبان ۱۴۰۱   | در حال فعالیت | در حال فعالیت | [ ۹ ] |